# 137-es busz (Budapest)
A budapesti 137-es jelzésű autóbusz a Szentlélek tér és a Máramaros út között közlekedik az Erdőalja úton át. A vonalat a Budapesti Közlekedési Zrt. üzemelteti. A járműveket az Óbudai autóbuszgarázs állítja ki.
Éjszaka a 937-es busz közlekedik a vonalon.

## Története
1955. november 5-én új járat indult Óbuda, Miklós utca és az Erdősor út között 37-es jelzéssel, azonban a buszok tábláin a Jablonka útig közlekedő szintén 37-es busztól való megkülönböztetés miatt 37E jelzést tüntettek fel. A Jablonka útig járó busz ugyanekkor a 37J jelzést kapta. 1963. október 1-jén a Máramaros útig a 37M jelzésű buszt is elindították.
1972. december 23-án a járatok végállomása a Miklós utcától átkerült a Korvin Ottó térre (mai Szentlélek tér).
1977. január 1-jén a 37EM jelzésű buszokat (az E betű az Erdőalja út, az M betű pedig a Máramaros út végállomást jelölte) összevonták és a járat azóta a 137-es számot viseli. A Jablonka út felé közlekedő 37J járat jelzését 37-esre módosították.
2006. november 3-ától 937-es jelzéssel éjszakai járat is közlekedik a vonalon.
2007. május 2-ától a Serfőző utcánál is megáll.
2010. március 29-én a vonalon bevezették az első ajtós felszállást.

## Útvonala
| Máramaros út felé |
| Szentlélek tér H vá. – Tavasz utca – Flórián tér – Vörösvári út – Farkastorki út – Viharhegyi út – Erdőalja út, forduló – Erdőalja út – Királylaki út – Máramaros út – Máramaros út vá.  |
| Szentlélek tér felé |
| Máramaros út vá. – Máramaros út – Királylaki út – Erdőalja út – Viharhegyi út – Farkastorki út – Vörösvári út – Flórián tér – Serfőző utca – Árpád fejedelem útja – Szentlélek tér H vá. |

## Megállóhelyei
| 0  | Szentlélek tér H végállomás            | 12 | 29, 34, 106, 118, 134, 218, 226, 237 1, 1A                                                | Autóbusz-állomás, HÉV-állomás, Múzeum |
| ∫  | Serfőző utca                           | 11 | 29, 34, 106, 218, 226, 237 1, 1A                                                          |                                       |
| 1  | Flórián tér                            | 10 | 9, 29, 34, 106, 111, 118, 134, 218, 226, 237 800, 815, 820, 821, 830, 832, 840, 848 1, 1A | Flórián bevásárlóközpont              |
| 2  | Vihar utca (↓) Szőlő utca (↑)          | 9  | 218, 237                                                                                  | Kórház utcai piac                     |
| 4  | Óbudai rendelőintézet                  | 8  | 160, 218, 237, 260 820, 821, 830, 832, 840, 848 1, 1A                                     | III. kerületi szakorvosi rendelő      |
| 5  | Bécsi út / Vörösvári út                | 7  | 160, 218, 237, 260 800, 815, 820, 821, 830, 832, 840, 848 1, 1A, 17, 19, 41               | Eurocenter bevásárlóközpont           |
| 6  | Táborhegyi út                          | 6  | 237                                                                                       |                                       |
| 6  | Zúzmara utca                           | 6  | 237                                                                                       |                                       |
| 7  | Királyhelmec utca                      | 5  | 237                                                                                       |                                       |
| ∫  | Farkastorki út                         | 4  | 237                                                                                       |                                       |
| 8  | Körtvélyes köz (↓) Körtvélyes utca (↑) | 3  |                                                                                           |                                       |
| 9  | Erdőalja út 43.                        | ∫  |                                                                                           |                                       |
| 10 | Hedvig utca                            | ∫  |                                                                                           |                                       |
| 12 | Erdőalja út                            | ∫  |                                                                                           |                                       |
| 13 | Hedvig utca                            | ∫  |                                                                                           |                                       |
| 15 | Viharhegyi út                          | 2  |                                                                                           |                                       |
| 16 | Iskola                                 | 1  |                                                                                           | II. Rákóczi Ferenc Általános Iskola   |
| 17 | Királylaki út                          | 0  |                                                                                           |                                       |
| 18 | Máramaros út végállomás                | 0  |                                                                                           |                                       |